# Guardistallo
Guardistallo es una localidad italiana de la provincia de Pisa, región de Toscana, con 1.254 habitantes.

Ubicación de la ciudad de Guardistallo dentro de la provincia de Pisa.

## Evolución demográfica
| Gráfica de evolución demográfica de Guardistallo entre 1861 y 2001 |
|                                                                    |
| Fuente ISTAT - Elaboración gráfica por parte de Wikipedia          |